# هيلتون رمسيس
فندق هيلتون رمسيس (بالإنجليزية:  Ramsis Hilton Hotel)‏ هو فندق 5 نجوم يقع في القاهرة بمصر ويعد أحد أشهر الفنادق بالقاهرة وهو أحد فروع سلسلة فنادق ومنتجعات هيلتون العالمية، تأسس عام 1981 عن طريق الشركة العربية الدولية للسياحة والفنادق وهي الشركة المالكة للفندق، ويتكون الفندق من 859 غرفة وجناحاً وبه 8 مطاعم ويبلغ ارتفاعه 36 طابقاً.
يقع فندق هيلتون رمسيس على النيل مباشرة في قلب القاهرة يطل على ميدان عبد المنعم رياض وكوبري 6 أكتوبر ويوجد بجواره المتحف المصري ومبنى اتحاد الإذاعة والتلفزيون المصري.

## ألبوم صور

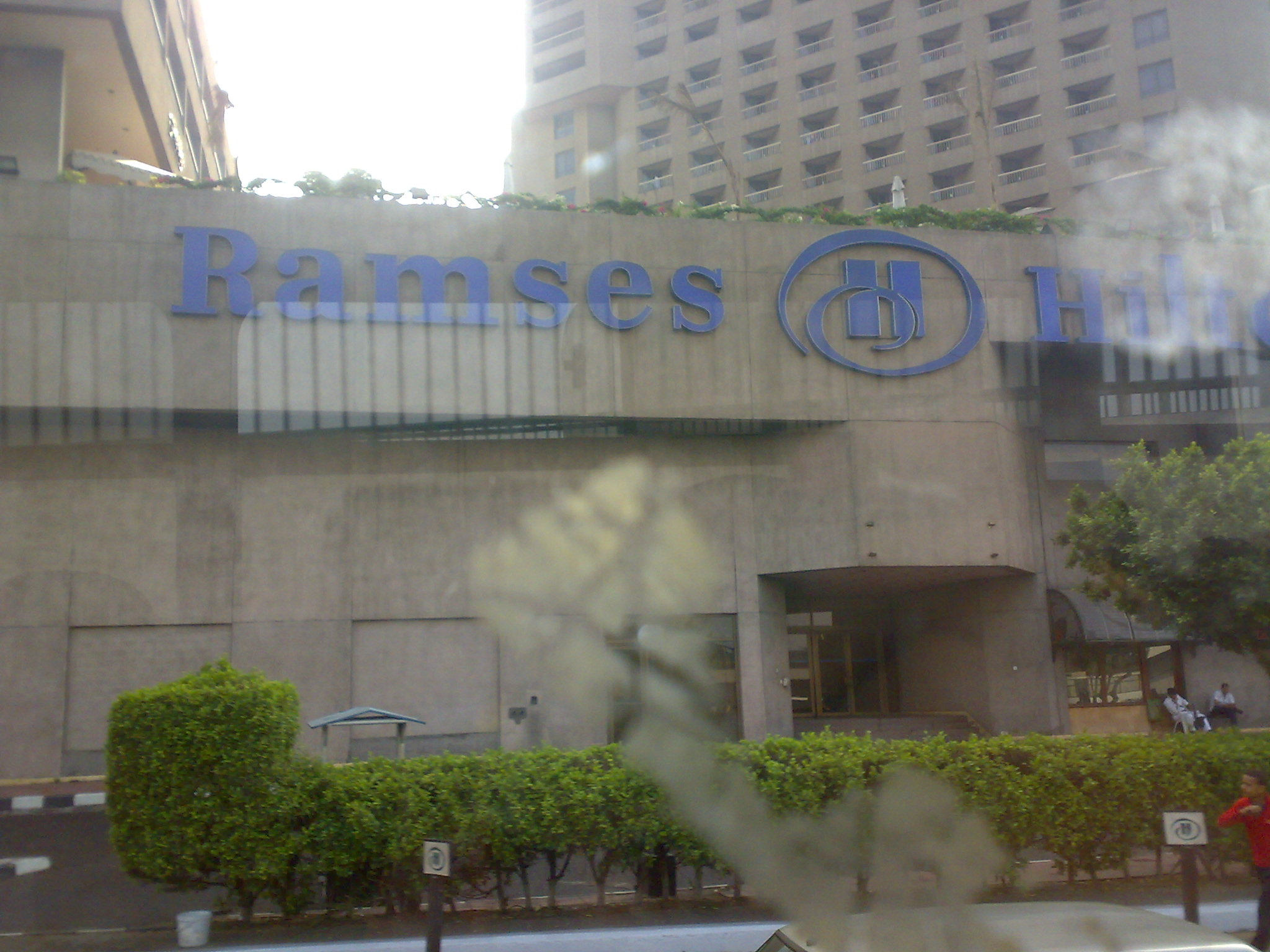
مدخل الفندق
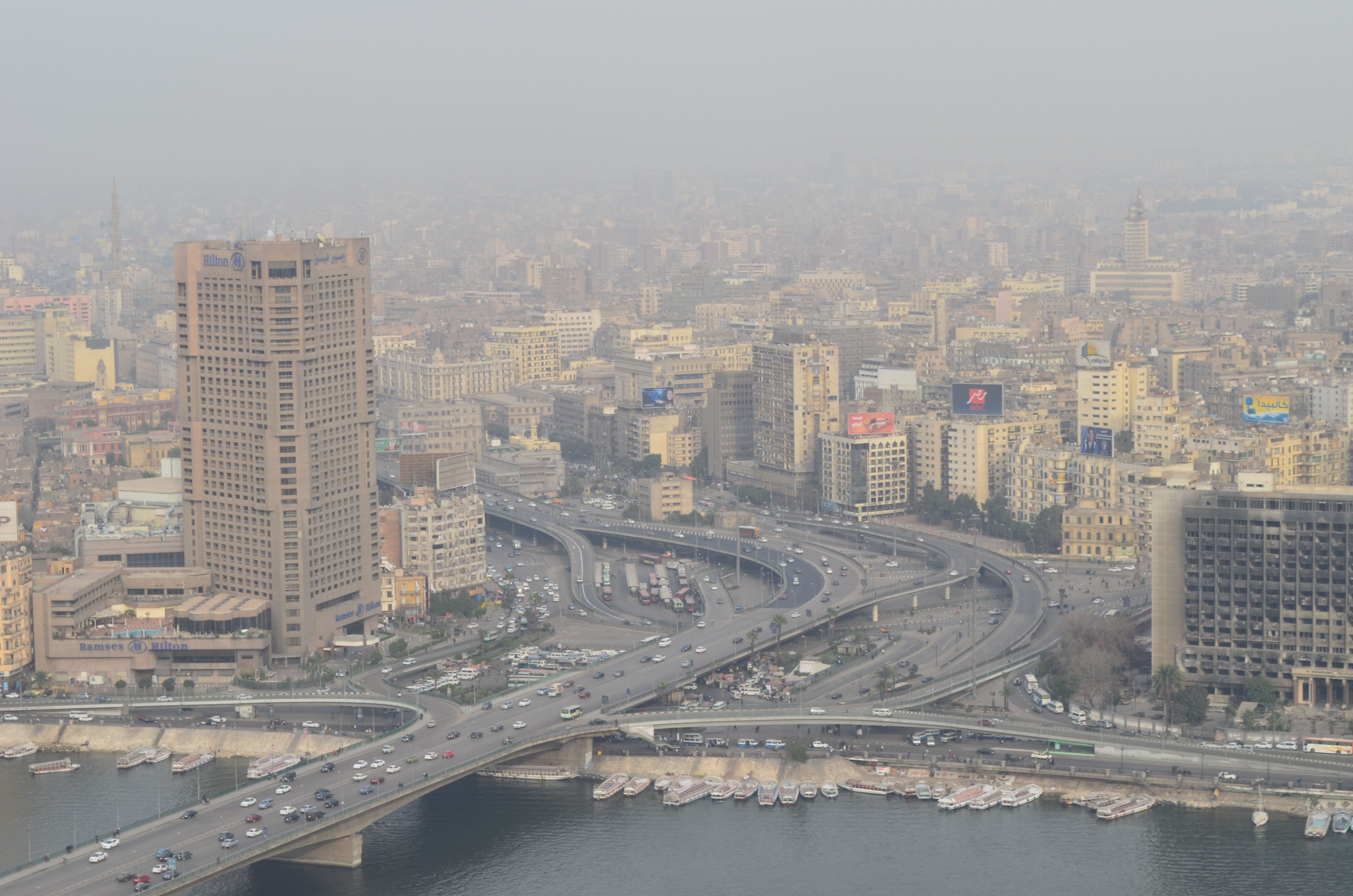
الفندق من برج القاهرة
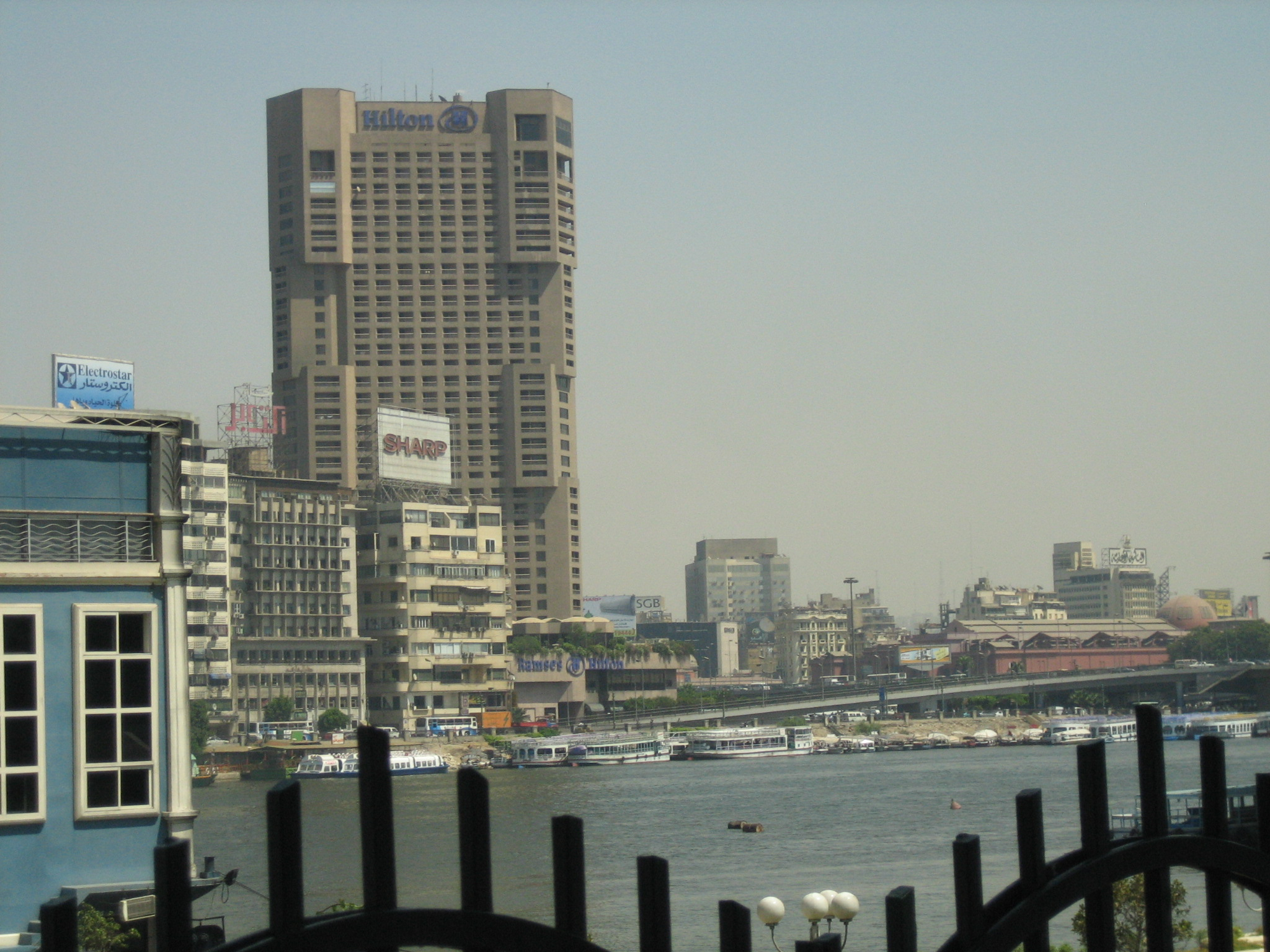
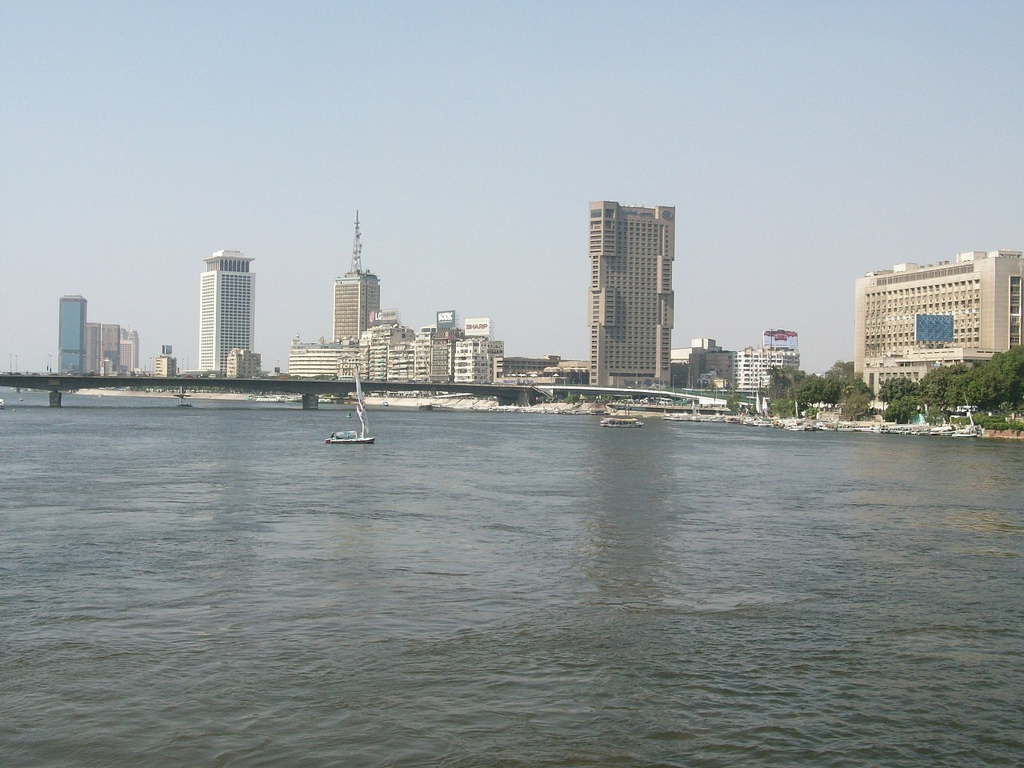